# 1879 en combiné nordique
| Années du combiné nordique : 1876 - 1877 - 1878 - 1879 - 1880 - 1881 - 1882    |
| Décennies du combiné nordique : 1840 - 1850 - 1860 - 1870 - 1880 - 1890 - 1900 |

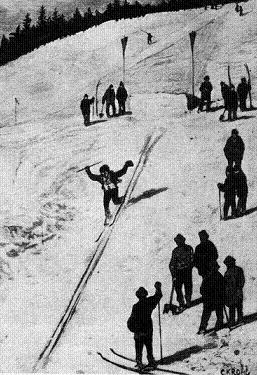
Dessin de Christian Krohg montrant le premier Husebyrennet en 1879.

Cette page reprend les résultats de combiné nordique de l'année 1879.

## Husebyrennet
1879 est l'année de la plus ancienne épreuve officielle de ski : la première édition de la Husebyrennet. Il s'agissait d'une compétition annuelle ayant lieu à Ullern, près d'Oslo. L'épreuve, disputée sur un tremplin de 20 mètres et sur une piste de 4 kilomètres, fut remportée par Jon Hauge.
Lors de cette compétition, le record du monde de saut à skis fut établi par Olaf Haugann (fi) pour un saut de 20 mètres.
Cette réunion sportive donna également lieu à deux concours de saut à ski destinés aux jeunes. Torjus Hemmestveit, futur récipiendaire de la médaille Holmenkollen en 1928, se classa deuxième de l'épreuve réservée aux 14-17 ans.